# Głos Skierniewic i okolicy
Głos Skierniewic i okolicy – lokalny tygodnik społeczno-informacyjny Głos Skierniewic i okolicy ukazujący się w Skierniewicach i powiecie skierniewickim. Tygodnik zamieszczał informacje związane z lokalnymi sprawami dotyczącymi mieszkańców, informacje samorządowe, edukacyjne, kulturalne, sportowe, fotoreportaże z odbywanych imprez i spotkań oraz kronikę „Prawo i Bezprawie”.
Redaktorem naczelnym była Anna Wójcik - Brzezińska, a wydawcą Mirbud S.A. z siedzibą w Skierniewicach.
Wraz z końcem lutego 2025 gazeta przestała ukazywać się w formie papierowej. Pozostał serwis internetowy – eGlos.pl.

## Główne działy
- Wiadomości
- Prawo i Bezprawie
- Kultura
- Fotoreportaż
- Sport
- Kalendarium
- Ogłoszenia

## Dziennikarze tygodnika
- Anna Wójcik-Brzezińska
- Sławomir Burzyński
- Joanna Młynarczyk
- Bartosz Nowakowski
- Beata Pierzchała
- Adam Michalski